# Moianès
El Moianès és una comarca de Catalunya, situada a la zona més elevada de l'altiplà central català. La seva capital és Moià.

## Geografia

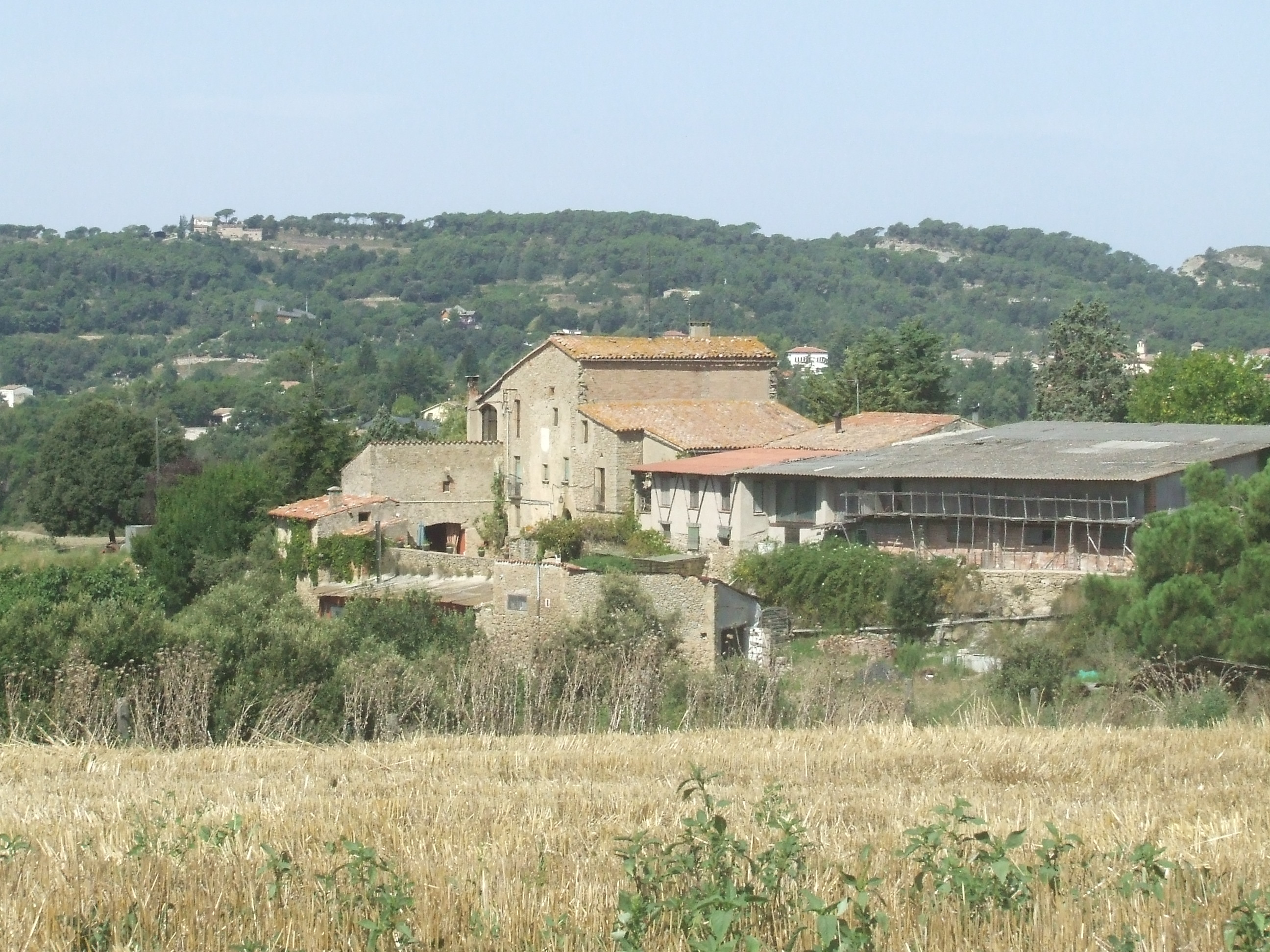
Castellterçol

Limita al nord amb el Bages i Osona, a l'est amb Osona, a l'oest amb el Bages i al sud amb el Vallès Oriental i el Vallès Occidental, i per raons politiques forma part dins de la vegueria de la Catalunya Central.
Situada damunt d'un altiplà, la superfície de la comarca és de 337,9 km². La majoria de la comarca és part de la Depressió Central, excepte la part més meridional, que ho és de la Serralada Prelitoral.

### Relleu

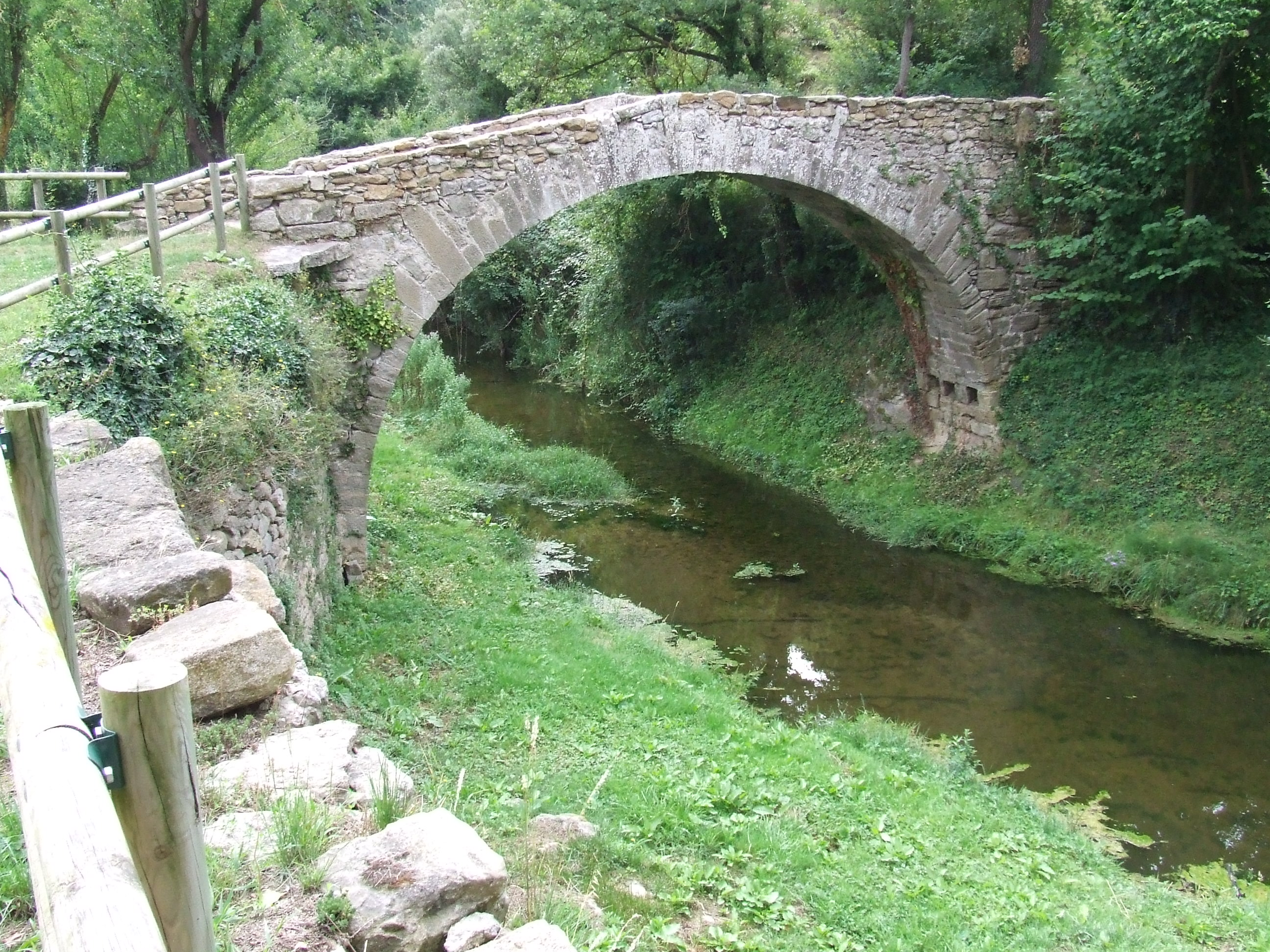
La riera de Fontscalents al seu pas per Castellcir.

Damunt les margues de l'Eocè i, amb més dificultat, damunt els gresos i les calcàries del mateix Eocè i de l'Oligocè, la riera de Calders i alguns cursos secundaris han excavat una conca d'erosió inclinada suaument (de 900 a 600 m) cap al Llobregat (WSW), que a llevant comprèn un relleu de costa que cau damunt la plana de Vic amb un front que voreja els 1.000 m alt., amb relleus culminants al puig Rodó (1.057 m), la Montjoia (994 m), el Puigdegollats (1.004 m), el puig de l'Oller (1.061 m) i altres entre Collsuspina i l'Estany (NE). Els relleus migjornencs que separen el vessant moianès (Llobregat) del vallesà (Besòs) no sobrepassen els 843 m (el Pedró, al nord de Granera).

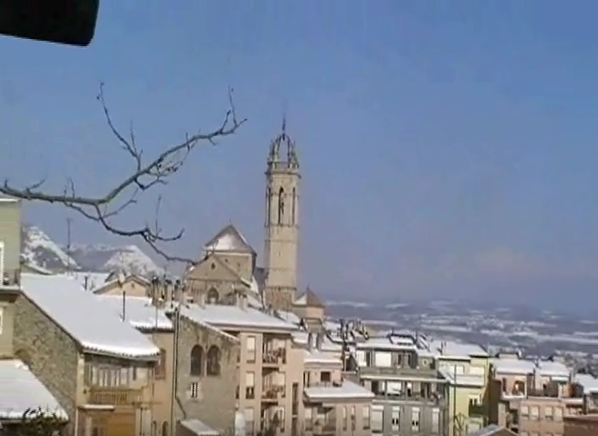
Moià el 8 de març de 2010, després de la gran nevada que hi va haver.

La xarxa hidrogràfica és molt densa i s'encaixa fins a uns 200 m. L'eix és la riera de Calders (anomenada en el curs mitjà riera de la Golarda o de Marfà, i a la capçalera, riera de Fontscalents), que rep per la dreta el torrent Mal i les rieres del Gai, de Castellnou, de l'Om i el torrent de Riusec, i per l'esquerra, la riera de Sant Joan amb la de Talamanca. Hi ha fenòmens càrstics de circulació subterrània, com el del Toll de Moià, en relació amb el torrent Mal.

### Clima
La comarca té clima mediterrani continental sub-humit condicionat per l'altitud i el relleu, amb precipitació mitjana anual entre els 600 i 700 mm i temperatura mitjana anual al voltant dels 12 °C. El règim pluviomètric mostra un mínim hivernal i màxims a la primavera i la tardor. Pel que fa a les temperatures, els hiverns són freds a tota la comarca i els estius càlids però amb nits molt suportables. L'amplitud tèrmica anual és elevada, de fins a 20 °C, i el període lliure de glaçades va de juny a octubre.
| Dades climàtiques a Moià               | Dades climàtiques a Moià | Dades climàtiques a Moià | Dades climàtiques a Moià | Dades climàtiques a Moià | Dades climàtiques a Moià | Dades climàtiques a Moià | Dades climàtiques a Moià | Dades climàtiques a Moià | Dades climàtiques a Moià | Dades climàtiques a Moià | Dades climàtiques a Moià | Dades climàtiques a Moià | Dades climàtiques a Moià |
| Mes                                    | gen                      | febr                     | març                     | abr                      | maig                     | juny                     | jul                      | ag                       | set                      | oct                      | nov                      | des                      | anual                    |
| -------------------------------------- | ------------------------ | ------------------------ | ------------------------ | ------------------------ | ------------------------ | ------------------------ | ------------------------ | ------------------------ | ------------------------ | ------------------------ | ------------------------ | ------------------------ | ------------------------ |
| Màxima rècord °C (°F)                  | 18.0 (64.4)              | 21.0 (69.8)              | 27.0 (80.6)              | 25.0 (77)                | 31.0 (87.8)              | 40.0 (104)               | 41.0 (105.8)             | 40.0 (104)               | 37.0 (98.6)              | 29.0 (84.2)              | 26.0 (78.8)              | 23.0 (73.4)              | 41.0 (105.8)             |
| Màxima mitjana °C (°F)                 | 7.2 (45)                 | 8.8 (47.8)               | 11.9 (53.4)              | 14.2 (57.6)              | 18.5 (65.3)              | 23.3 (73.9)              | 27.9 (82.2)              | 26.8 (80.2)              | 23.4 (74.1)              | 17.8 (64)                | 11.2 (52.2)              | 7.9 (46.2)               | 16.6 (61.9)              |
| Mitjana diària °C (°F)                 | 2.9 (37.2)               | 4.1 (39.4)               | 6.6 (43.9)               | 8.9 (48)                 | 13.0 (55.4)              | 17.5 (63.5)              | 21.4 (70.5)              | 20.6 (69.1)              | 17.7 (63.9)              | 12.8 (55)                | 6.9 (44.4)               | 3.7 (38.7)               | 11.3 (52.3)              |
| Mínima mitjana °C (°F)                 | −1.4 (29.5)              | −0.6 (30.9)              | 1.2 (34.2)               | 3.6 (38.5)               | 7.5 (45.5)               | 11.7 (53.1)              | 14.8 (58.6)              | 14.5 (58.1)              | 12.0 (53.6)              | 7.8 (46)                 | 2.6 (36.7)               | −0.5 (31.1)              | 6.1 (43)                 |
| Mínima rècord °C (°F)                  | −15.0 (5)                | −12.0 (10.4)             | −12.0 (10.4)             | −8.0 (17.6)              | −3.0 (26.6)              | 4.0 (39.2)               | 6.0 (42.8)               | 6.0 (42.8)               | 1.0 (33.8)               | −3.0 (26.6)              | −9.0 (15.8)              | −14.0 (6.8)              | −15.0 (5)                |
| Precipitació mitjana mm (polzades)     | 42.7 (1.681)             | 34.0 (1.339)             | 44.3 (1.744)             | 58.4 (2.299)             | 86.6 (3.409)             | 65.9 (2.594)             | 47.7 (1.878)             | 56.9 (2.24)              | 65.4 (2.575)             | 75.1 (2.957)             | 65.4 (2.575)             | 40.8 (1.606)             | 686.0 (27.008)           |
| Mitjana de dies de precipitació        | 6.0                      | 6.2                      | 6.6                      | 9.3                      | 10.6                     | 8.9                      | 5.1                      | 6.9                      | 6.8                      | 7.3                      | 6.3                      | 5.6                      | 85.5                     |
| Mitjana de dies de gelada              | 22.0                     | 17.3                     | 12.5                     | 5.8                      | 0.4                      | 0.0                      | 0.0                      | 0.0                      | 0.0                      | 0.9                      | 9.6                      | 18.3                     | 86.6                     |
| Font: Servei Meteorològic de Catalunya |                          |                          |                          |                          |                          |                          |                          |                          |                          |                          |                          |                          |                          |

### Vegetació

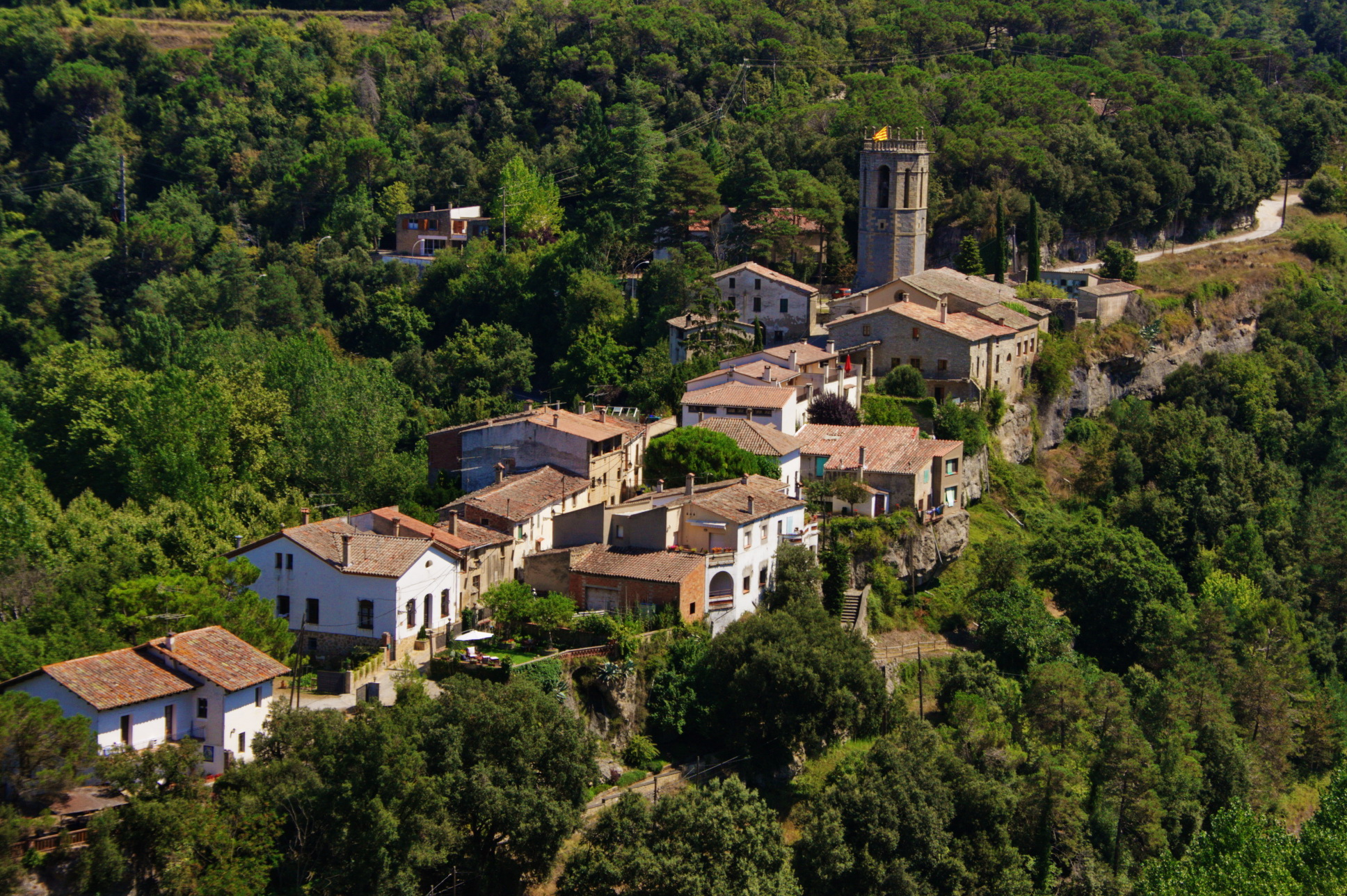
Vista de la vila de Sant Quirze Safaja, a l'extrem meridional de la comarca.

La vegetació de la comarca conserva alguns elements submediterranis força rars a la resta del territori català. És predominantment forestal, dominada per les pinedes de pi roig i pinassa i les rouredes seques de roure martinenc en procés de regeneració. Aquest paisatge forestal es completa amb un mosaic de camps de conreu i prats de pastura (sobretot petits camps de cereals de secà) de gran interès per a la diversitat biològica.

### Fauna
La fauna de la comarca és molt diversa. Hom troba la fagina, la guineu, el cabirol, el conill, la llebre, la geneta i el llop, recentment detectat a la comarca. Pel que fa als ocells, destaquen el duc (Bubo bubo), l'àliga marcenca (Circaetus gallicus) i l'àliga cuabarrada (Hieraaetus fasciatus). Als rius també hi ha el cranc de riu (Austropotamobius pallipes) i la llúdriga (Lutra lutra), així com altres peixos autòctons com la bagra (Leuciscus cephalus) o el barb cua-roig (Barbus haasi). També hi ha amfibis, com la salamandra, el tòtil, la granota verda i la reineta, aquesta última especialment present al municipi de l'Estany. 

## Història
El Moianès no tingué mai, a part la sotsvegueria de Moianès, una unitat històrica ni administrativa definida, encara que sí una vinculació territorial estreta entre els municipis que la constitueixen.

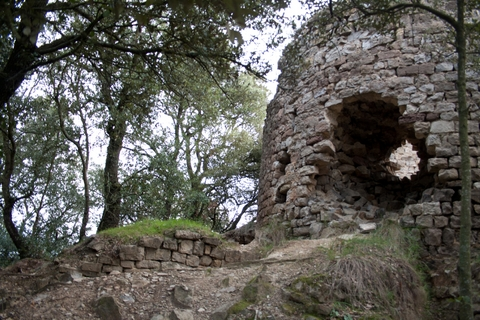
Ruïnes del castell de Clarà.

### La sotsvegueria de Moianès (1202-1716)
Ja des del 1202 hom troba en funcions un veguer de Moià, que administrava justícia independentment dels castlans del terme del castell de Clarà, que l'envoltava. El 1285 és testimoniat un sotsveguer, però no consta el terme de la sotsvegueria, que el 1305 es considerava encara inclosa en la vegueria de Bages. Després d'una sèrie de vendes i d'empenyoraments (1289-1384) la sotsvegueria de Moianès obtingué una certa independència, confirmada per Joan I el 1393, quan concedí a Moià el dret de carreratge de Barcelona; el 1394 el rei decretà que la sotsvegueria de Moià i del Moianès fos sotmesa a la vegueria de Barcelona. Felip II donà, el 1567, més autonomia a la sotsvegueria i li uní els pobles de Calders, Monistrol de Calders i Viladecavalls. A la seva extinció pel decret de Nova Planta (1716), Moià i la seva sotsvegueria formaren part del corregiment de Manresa.

### La creació de la comarca
Tradicionalment, alguns habitants del Moianès havien desitjat que se'ls considerés comarca administrativa, amb capital a Moià. Però el Moianès no va rebre aquest rang ni en la divisió comarcal de 1936 (després d'un primer projecte en què sí que hi era), ni en les reformes posteriors de 1988 i 1991. En l'Informe sobre la revisió del model d'organització territorial de Catalunya (2001), conegut com a Informe Roca, era una de les sis noves comarques proposades. En diversos projectes de divisió comarcal anteriors al 1936 se solien incloure també en aquesta comarca els municipis d'Avinyó i de Gaià, però en el projecte previ a l'aprovat, on no es preveia la creació d'aquesta comarca, es definia el Moianès a partir dels deu municipis abans esmentats.
En el curs dels anys 2003, 2004 i 2005, els plens dels ajuntaments de nou d'aquests deu municipis van ratificar la demanda de crear aquesta comarca, però el de Santa Maria d'Oló, en una consulta popular va optar per continuar al Bages . També recentment, aquests municipis han demanat que la nova comarca pertanyi a la Catalunya central. El Govern va iniciar els tràmits necessaris per a fer-ho realitat. Inicialment, es confiava que el procés pogués finalitzar a mitjan 2011. A la segona meitat del 2014 es va reactivar i el 22 de març del 2015 es va dur a terme una consulta no vinculant per determinar la creació de la 42a comarca de Catalunya. La pregunta formulada fou "Vol que els municipis de Calders, Castellcir, Castellterçol, Collsuspina, Granera, l'Estany, Moià, Monistrol de Calders, Santa Maria d'Oló i Sant Quirze de Safaja formin part de la nova comarca del Moianès?". El resultat fou del 80,6 % de vots a favor de crear la nova comarca, un 16,34 % de vots en contra, un 1,82 % de vots en blanc i un 1,24 % de vots nuls. La participació total va ser del 47,38 %, el que significa que han votat 5.146 de les 10.861 persones censades amb dret a vot.
| Municipi             | Comarca (en el moment de la consulta) | Cens   | Vots  | % Part. | Sí    | % Sí   | No  | % No   | Abs | % Blancs |
| -------------------- | ------------------------------------- | ------ | ----- | ------- | ----- | ------ | --- | ------ | --- | -------- |
| L'Estany             | Bages                                 | 353    | 225   | 63,74%  | 195   | 86,67% | 18  | 8,00%  | 9   | 4,00%    |
| Santa Maria d'Oló    | Bages                                 | 909    | 611   | 67,22%  | 326   | 53,36% | 266 | 43,54% | 11  | 1,80%    |
| Moià                 | Bages                                 | 4.766  | 2.180 | 45,74%  | 2.028 | 93,03% | 70  | 3,21%  | 41  | 1,88%    |
| Calders              | Bages                                 | 812    | 335   | 41,26%  | 281   | 83,88% | 51  | 15,22% | 1   | 0,30%    |
| Monistrol de Calders | Bages                                 | 606    | 273   | 45,05%  | 178   | 65,20% | 84  | 30,77% | 4   | 1,47%    |
| Granera              | Vallès Oriental                       | 74     | 44    | 59,46%  | 42    | 95,45% | 2   | 4,55%  | 0   | 0,00%    |
| Castellterçol        | Vallès Oriental                       | 2.007  | 871   | 43,40%  | 620   | 71,18% | 227 | 26,06% | 16  | 1,84%    |
| Sant Quirze Safaja   | Vallès Oriental                       | 495    | 155   | 31,31%  | 137   | 87,74% | 16  | 10,32% | 3   | 1,94%    |
| Castellcir           | Vallès Oriental                       | 563    | 261   | 46,36%  | 237   | 90,80% | 23  | 8,81%  | 1   | 0,38%    |
| Collsuspina          | Osona                                 | 276    | 189   | 68,48%  | 95    | 50,26% | 84  | 44,44% | 7   | 3,70%    |
| Total                |                                       | 10.861 | 5.114 | 47,36%  | 4.138 | 80,44% | 841 | 16,35% | 93  | 1,81%    |

La posició oficial del Govern de Catalunya era tramitar davant del Parlament de Catalunya la creació de la nova comarca en cas de guanyar el sí, com així fou. Finalment, el 15 d'abril de 2015 el Parlament de Catalunya aprovà el projecte de llei de creació de la comarca del Moianès, amb 105 vots a favor, 7 en contra i 17 abstencions. El projecte va comptar amb el suport de tots els grups parlamentaris, a excepció del PP, que es va abstenir, i de Ciutadans, que va votar en contra. Al final s'aconseguia el reconeixement administratiu i polític de la comarca natural del Moianès.
Oficialment, la comarca del Moianès quedà legalment constituïda l'1 de maig de 2015, segons la disposició addicional segona de la llei de 23 d'abril, la qual estableix que "aquesta llei entra en vigor l'endemà d'haver estat publicada en el Diari Oficial de la Generalitat de Catalunya", cosa que succeí el 30 d'abril. Tot i això es va esperar que se celebressin les eleccions municipals de maig de 2015, i l'acte oficial de constitució del Consell Comarcal no es va fer fins al 20 de juliol de 2015 sent nomenat president del mateix, l'alcalde de Moià, Dionís Guiteras i Rubio.

## Demografia

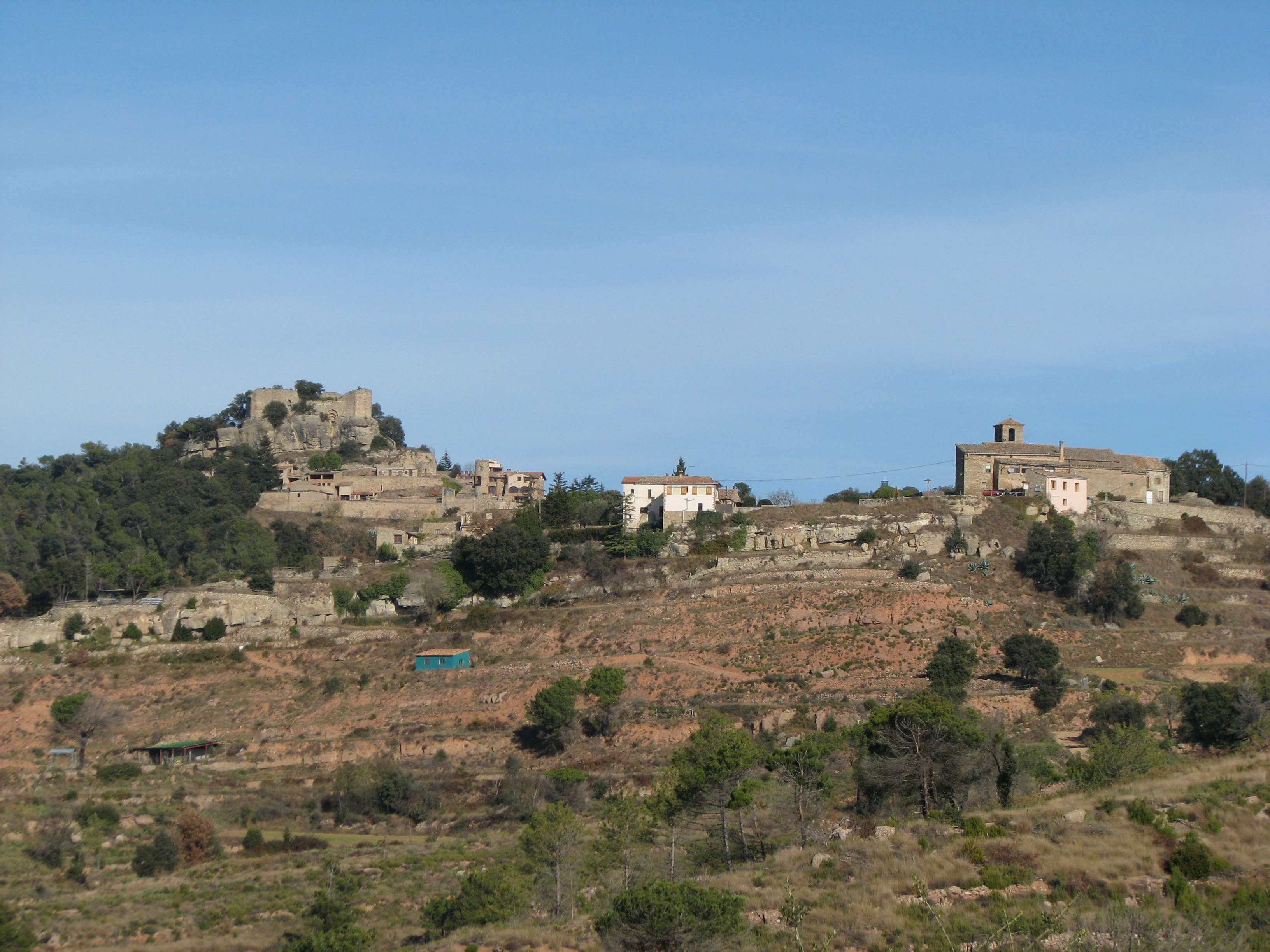
Granera, amb 80 habitants, és el municipi amb menys població de la comarca.

Els deu municipis que constitueixen la comarca apareixen ja documentats a la fi del segle ix i al X. La població medieval del Moianès, vers el 1380, no passava dels 3.000 habitants; el 1718 arribà a 5.649 i el 1787 a 6.571; assolí el màxim el 1857, amb 10.713 habitants (època també de població màxima a les parròquies rurals). La segona meitat del segle xix fou d'absentisme i despoblament, fins a arribar a 8.145 habitants el 1900, nombre que mantingué amb poques alteracions a la primera meitat del segle xx (8.199 hab. el 1950) i que disminuí a les tres dècades següents (7.440 hab. el 1970 i 6.936 hab. el 1981). Les dues dècades següents foren de recuperació (15.828 h el 2000), a les quals ha seguit un lent declivi (13.056 h el 2014). La densitat de població és de 38,6 h/km² (2014). Moià, Castellterçol i Santa Maria d'Oló són els únics nuclis de la comarca amb més d'un miler d'habitants. L'estructura de la població de la comarca per edats és molt similar a la de la mitjana de Catalunya, amb el 16,8 % de població de menys de 14 anys, el 64,5 % de població adulta i el 18,5 % de persones de més de 65 anys.

Actualment però, les dades del darrer cens realitzat el 2014 afirmen que el Moianès té 13.056 habitants censats.
| Municipi             | Habitants |
| -------------------- | --------- |
| Calders              | 949       |
| Castellcir           | 718       |
| Castellterçol        | 2.400     |
| Collsuspina          | 338       |
| Estany, l'           | 407       |
| Granera              | 80        |
| Moià                 | 5.760     |
| Monistrol de Calders | 695       |
| Sant Quirze Safaja   | 644       |
| Santa Maria d'Oló    | 1.065     |

## Economia

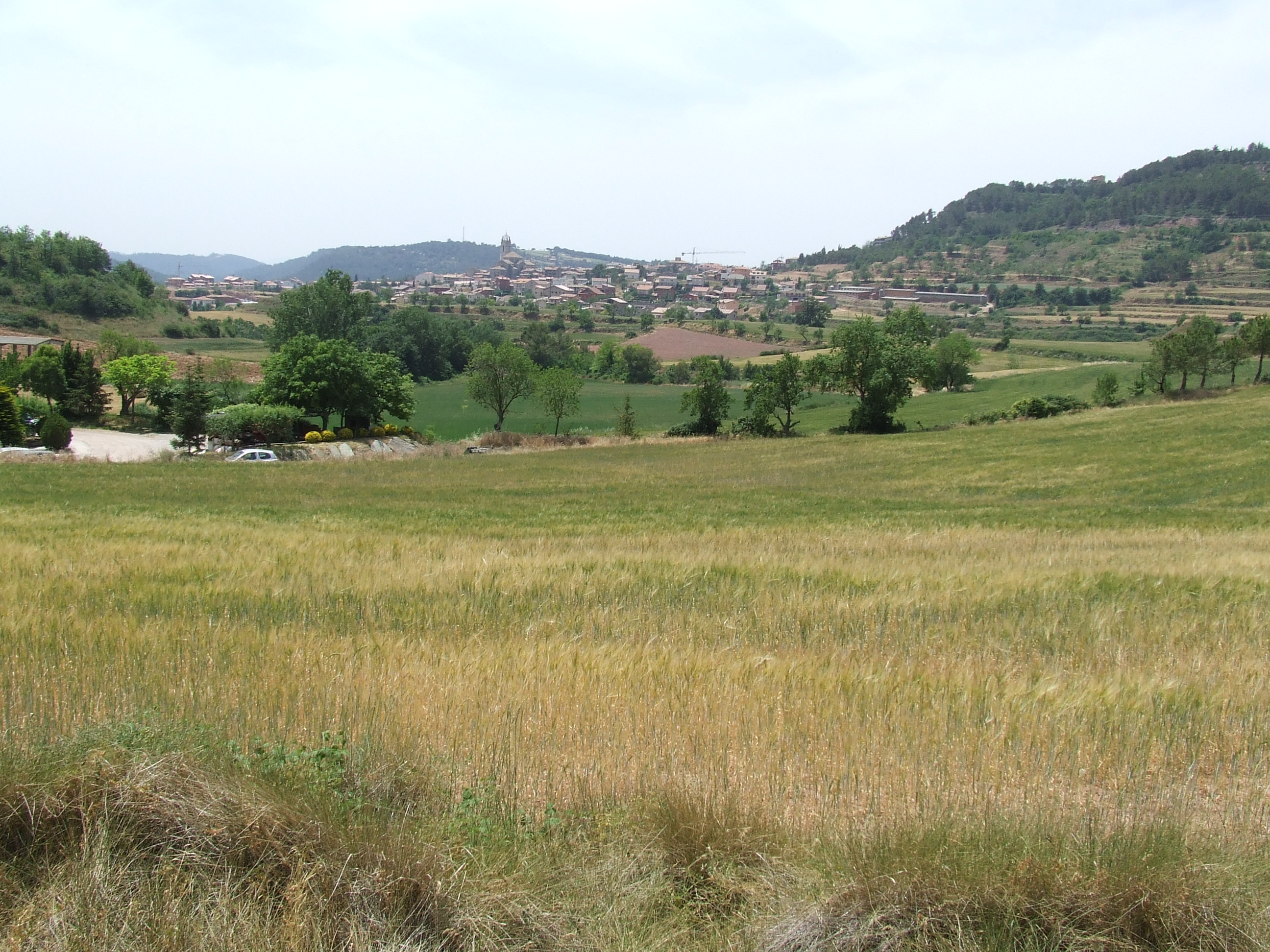
Un camp de conreu amb Moià al fons.

L'agricultura és essencialment cerealícola (blat), en competència amb les patates i el blat de moro al sector septentrional. Hi havia hagut ametllers, oliveres i força vinya. La ramaderia, menys important que dècades anteriors, està dedicada de manera destacada a la cria d'aviram (Moià i Calders apleguen el nombre més alt de caps de bestiar) i de bestiar porcí (especialment a Moià i a Santa Maria d'Oló), sense menystenir el nombre de caps d'oví i boví.
L'explotació forestal ha decaigut, com també les antigues indústries tèxtils, que havien estat molt importants a Castellterçol i a Moià (llana). Han desaparegut els molins fariners, la rellotgeria i els pous de glaç. Les dades sobre la població ocupada per sectors indiquen que pel 2001 el sector primari ocupava només el 3,1 % de la població, i que la construcció donava feina al 10,9 %. Per la seva banda, la indústria i el sector de serveis són els que ocupen principalment a la població, amb el 32,9 % i el 52 %, respectivament. L'activitat turística no és especialment destacada pel que fa al nombre d'allotjaments. El 2014, la mitjana anual d'aturats era de 735 persones, el 5,6 % de la població comarcal. Moià és el mercat central de la comarca.

## Espais naturals
El Moianès té dos espais naturals reconeguts: el de la Sauva Negra i el del Moianès, que s'exposa a continuació.

### L'espai natural del Moianès
La comarca natural del Moianès integra els seus espais naturals en el Parc Natural de St. Llorenç del Munt i l'Obac, amb territori de Monistrol de Calders (328,72 ha.) i Granera (392,43 ha.); i en diversos PEIN (Pla d'Espais d'Interés Natural):
- PEIN Cingles de Bertí. Engloba part del terme municipal de Sant Quirze Safaja amb 1478,42 ha.
- PEIN de Gallifa. Integra territoris de tres municipis: Castellterçol (304,28 ha), Granera (450,86 ha) i Sant Quirze Safaja (290,35 ha).
- PEIN del Moianès i la Riera de Muntanyola, actualment el més extens.

A continuació se'n detalla la seva història, límits i superfície.

#### Aprovació del PEIN El Moianès (2000)

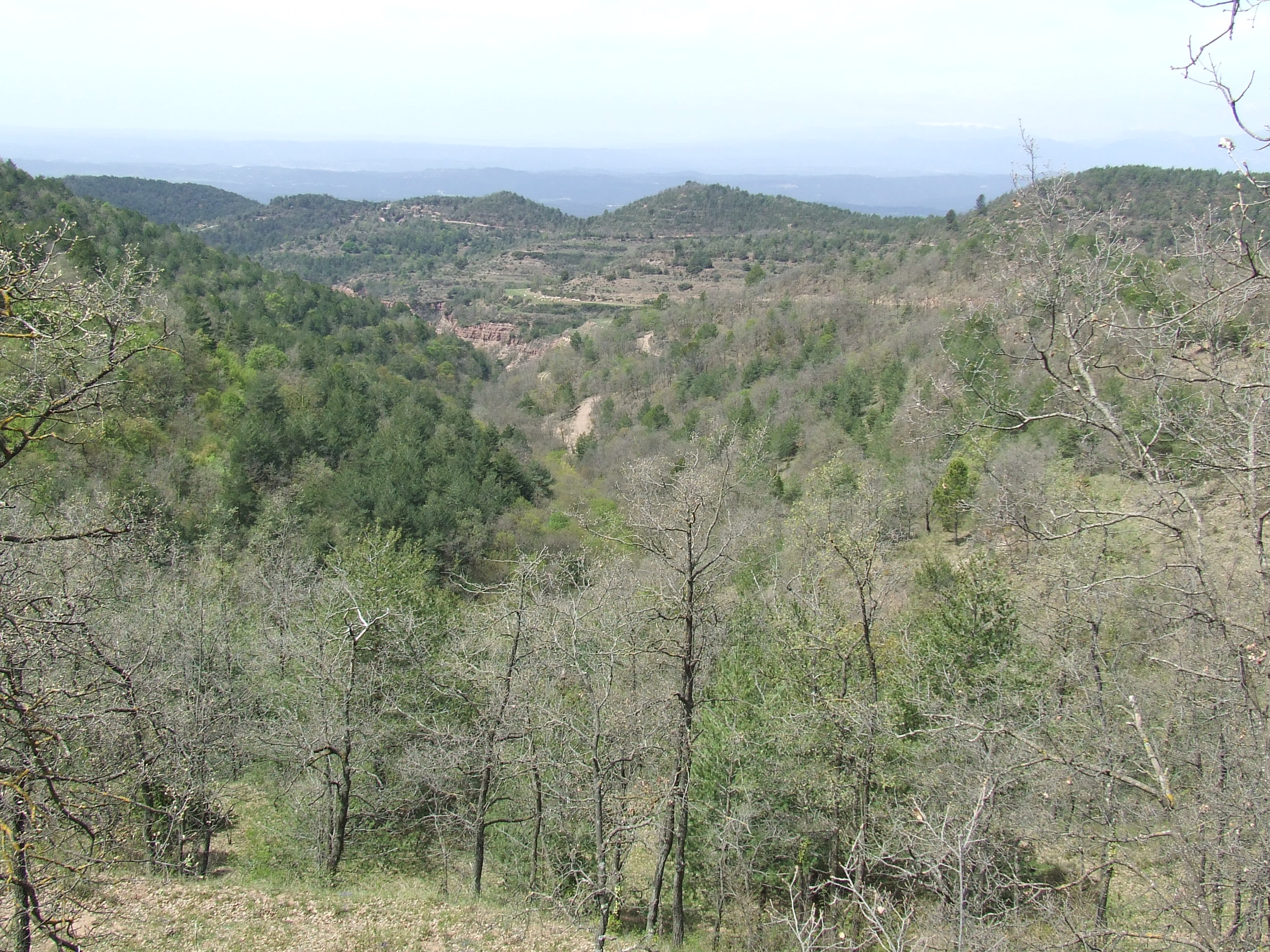
La vall del torrent del Gomis.

El 1992 es va elaborar el Pla d'espais d'interès natural (PEIN) del Moianès. Constava de quatre sectors representatius de l'àmbit natural de la zona:
- Les obagues de la Serra del Soler de Terrades, entre aigües avall del Molí del Perer i el torrent del Gomis; i les de la Riera d'Oló per sota del Mas de Sant Miquel i el Castell.
- L'aiguavés de la solana del Puig Rodó corresponent a la vall del torrent Mal del Riu, capçalera de la Riera de Passerell.
- L'obaga de la Riera de Malrubí entre la carretera de Moià i els termes d'Avinyó i Moià.
- Les obagues i les solanes del torrent de la Fàbrega, entre el Molí de Marfà i les proximitats de la casa de la Fàbrega.

El 2000, el Govern de la Generalitat aprovà definitivament el Pla especial de delimitació definitiva dels espais del PEIN del Moianès, que abastava 2.050,88 hectàrees repartides en sis municipals: 
- Avinyó, de la comarca del Bages, amb 9,11 ha.
- L'Estany, amb 155,50; Moià, amb 1.122,67; i Santa Maria d'Oló, amb 341,82 ha., del Moianès, però administrativament també del Bages.
- Castellcir, amb 148,52, i Castellterçol, amb 273,56, del Moianès, però adscrit al Vallès Oriental.

Per tant, només les 9,11 hectàrees que pertanyen a Avinyó eren fora de la comarca del Moianès.

#### Ampliació del PEIN, any 2010
Al novembre del 2010 es va aprovar pel decret 166/2010 ampliar el PEIN més de 8.500 hectàrees, garantint corredors ecològics entre les diverses zones naturals del Moianès, i ampliant la superfície cap als termes municipals de Collsuspina i Muntanyola. Per això, es va modificar la denominació de l'àrea protegida a PEIN del Moianès i de la Riera de Muntanyola.
La distribució per municipis de la superfície dels espais és la següent:
| Municipi          | PEIN (ha) | Ampliació (ha) | Total (ha) |
| ----------------- | --------- | -------------- | ---------- |
| Avinyó            | 9,18      | --             | 9,18       |
| Castellcir        | 144,47    | 705,180        | 849,65     |
| Castellterçol     | 273,97    | --             | 273,97     |
| Collsuspina       | --        | 816,70         | 816,70     |
| L'Estany          | 155,73    | 668,11         | 823,84     |
| Moià              | 1.131,09  | 4.156,74       | 5.287,83   |
| Muntanyola        | --        | 1.096,44       | 1.096,44   |
| Santa Maria d'Oló | 336,40    | 1.089,75       | 1.426,15   |
| Totals            | 2.050,84  | 8.532,93       | 10.583,77  |

Delimitació actual
El PEIN està inclòs en l'espai que comprèn bona part dels sectors naturals característics i representatius de l'altiplà del Moianès i un sector de la Riera de Muntanyola: 
- Al nord-oest, inclou bona part de la Riera d'Oló, des del nucli d'Armenteres fins a Sant Feliuet de Terrassola, juntament amb tota la Baga del Soler.
- Al sud d'aquesta zona, s'estén per la part occidental dels municipis de l'Estany i Moià, incloses les obagues del Perer, el Riu Sec, Rodors, fins al Serrat de Vilaclara i Bussanya.
- Al sud-oest, inclou bona part de la Riera de l'Om, els paratges a l'oest de Montbrú i la Vall de Marfà i les obagues i solanes del Torrent de La Fàbrega, a l'oest de la carretera C59, entre Castellterçol i Moià.
- A l'est d'aquesta carretera, s'estén cap al nord-est, des de la Riera del Gai fins al límit de terme municipal entre Moià i Castellterçol, i fins a les proximitats de Collsuspina, incloent bona part dels torrents de l'Espina, Mal i Gomar entre d'altres.
- Al nord d'aquest sector i de la carretera N141c entre Moià i Collsuspina, comprèn els paratges dels gronys, Puig Rodó, els serrats de Garfís i Postius, i la vall del Torrent de Terradelles i un sector de la capçalera de la Riera de Muntanyola, fins al Puigcimós i el Torrent de l'Alou.

L'interès ecològic de la zona, per la seva flora i fauna característiques, que justifiquen l'ampliació del PEIN, es descriu en l'acord de govern del 9 del 2010, on es llegeix:
"La flora i la vegetació d'aquest espai tenen l'interès de conservar alguns elements submediterranis força rars a la resta del territori català. La vegetació de l'espai és predominantment forestal, dominada per les pinedes de pi roig i pinassa i les rouredes seques de roure martinenc en procés de regeneració. Aquest paisatge forestal es completa amb un mosaic de camps de conreu i prats de pastura (sobretot petits camps de cereals de secà) de gran interès per a la diversitat biològica.
L'espai és una zona molt rica en densitat i diversitat de carnívors com la fagina, la guineu, la geneta i el gorja blanc. Entre els ocells d'aquest espai cal destacar les diverses àrees d'interès per a la cria de duc (Bubo bubo) i l'àliga marcenca (Circaetus gallicus), així com d'una àrea de campeig de l'àliga cuabarrada (Hieraaetus fasciatus). També destaquen les espècies vinculades als ecosistemes fluvials com el cranc de riu (Austropotamobius pallipes) i la llúdriga (L. Lutra), així com diversos peixos autòctons com la bagra comuna (Leuciscus cephalus) o el barb cua-roig (Barbus haasi). Pel que fa als amfibis, cal mencionar la salamandra, el tòtil, la granota verda i la reineta, especialment presents en la zona humida de l'antic estany del municipi de l'Estany.
Amb aquesta ampliació també s'hi incorporen diversos espais d'interès geològic com el sistema càrstic en calcàries de les coves del Toll i de les Toixoneres o l'aflorament salí pròxim a Santa Maria d'Oló."

## Jaciments prehistòrics
Llista de jaciments prehistòrics de la comarca del Moianès:
| - Serrat de la Rovira (Calders) - La Crosella (Castellcir) - Fontscalents (Castellcir) - El Verdaguer (Castellcir) - El Casuc (Castellterçol) - Mas Clamí (Castellterçol) - El Criac (Castellterçol) - El Gavatx (Castellterçol) - Vilanova I i II (Castellterçol) - L'Espina (Collsuspina) - Serrat de l'Horabona I (l'Estany) - Serrat de l'Horabona II (l'Estany) | - Cementiri (Granera) - Forat Negre (Granera) - Roca de l'Àliga (Granera) - El Salamó (Granera) - Les Tutes (Granera) - Les Comes (Moià) - El Cospinar (Moià) - El Gai (Moià) - La Grossa (Moià) - Les Humbertes (Moià) - Perers (Moià) - Puig Espelta (Moià) | - Puig Rodó (Moià) - Santa Magdalena (Moià) - Les Toixoneres (Moià) - El Toll (Moià) - Pla de Trullars (Monistrol de Calders) - Fossa d'en Terrades (Muntanyola) - Serra Sobirana (Muntanyola) - L'Aliguer (Sant Quirze Safaja) - L'Espluga (Sant Quirze Safaja) - Pla de la Bassa de la Garriga (Santa Maria d'Oló) |